# Канарравилл (Юта)
Канарравилл — город в округе Айрон, Юта, США. На 2016 год его население составляло 378 человек.

## Демография
По данным переписи 2000 года, в Канарравилле проживает 96 семей из 311 человек в 125 домохозяйствах. Плотность населения — 266.8 чел/км².

### Расовый состав
- 95,50 % белых
- 1,61 % коренных американцев
- 0,96 % остальных рас
- 1,93 % смешанных рас.

4,50 % от всего населения — испаноязычные.

### Возрастной состав
Население города по возрастному диапазону распределяется следующим образом: 22,2 % — жители младше 18 лет, 8,7 % — между 18 и 24 годами, 19,3 % — от 25 до 44 лет, 28,3 % — от 45 до 64 лет и 21,5 %— в возрасте 65 лет и старше. Средний возраст населения — 44 года. На каждые 100 женщин в Канарравилле приходится 80.6 мужчин, при этом на 100 совершеннолетних женщин приходится уже 82.1 мужчин сопоставимого возраста.

### Семейный состав
Население города по составу семьи распределяется следующим образом: 68,0 % совместно проживающих супружеских пар (24.0 % с детьми младше 18 лет); 8,0 % — женщины, проживающие без мужей. 22,4 % не имеют семьи. В среднем домашнее хозяйство ведут 2.49 человека, а средний размер семьи — 2.86 человека. В одиночестве проживают 21,6 % населения, 16,0 % составляют одинокие пожилые люди (старше 65 лет).

### Доходы
Средний доход домохозяйства в городе — $34,375,средний доход для семьи — $38,906.
Мужчины имеют медианный доход в $25,938 в год против $13,750 среднегодового дохода у женщин. Доход на душу населения составляет $14,773.
10,0 % семей и 40 % населения проживают за чертой бедности, включая 20 % жителей младше 18 лет и 38 % в возрасте 65 и старше.

## География
По данным Бюро переписи населения США, город имеет общую площадь 1,2 квадратных километров (0,46 квадратных миль).
Канарравилл расположен рядом с юго-западным концом Кедровой Долины.

## История
Поселение Канарра, позднее переименованное в Канарравилл, было построено на ручье Канарра и заселено американскими поселенцами в 1861 году. Изначально город был назван в честь вождя Пьют Канарра или Куанарра, но поселенцы записали его как Канарра. Первые поселенцы состояли из семей, которым пришлось уехать из Форта Гармония, когда тот был практически уничтожен во время Великого потопа 1862 года.